# Auloníade
As auloníades (em grego Αὐλωνιάδες, Aulôniádes, de αύλών, aulón, "vale", "ravina"), na mitologia grega, são ninfas associadas aos pastos localizados em montanhas e vales. 
Podiam normalmente ser encontradas nesses locais, às vezes em companhia de Pã, deus da Natureza, protetor dos pastores e dos rebanhos.
Eurídice, por quem Orfeu viajou às profundezas do Hades, era uma auloníade que encontrou a morte no vale do rio Peneu (Tessália) enquanto fugia de Aristeu, filho do deus Apolo e da ninfa Cirene, cujo desejo de possuí-la lhe fez pisar numa serpente venenosa.